# Kejžlice
Kejžlice (en allemand : Keischlitz) est une commune du district de Pelhřimov, dans la région de Vysočina, en République tchèque. Sa population s'élevait à 416 habitants en 2020.

## Géographie
Kejžlice se trouve à 6 km au nord-nord-est de Humpolec, à 21,5 km au nord-est de Pelhřimov, à 26 km au nord-ouest de Jihlava à 89 km à l'est-sud-est de Prague.
La commune est limitée par Lipnice nad Sázavou au nord, par Krásná Hora à l'est, par Věž au sud-est, par Čejov au sud, et par Budíkov et Řečice à l'ouest.

## Histoire
La première mention écrite de la localité date de 1378.

## Transports
Par la route, Kejžlice se trouve à 7 km de Humpolec, à 24 km de Pelhřimov, à 34 km de Jihlava à 110 km de Prague.